# Il principe Otto
Il principe Otto è un romanzo di Robert Louis Stevenson del 1885. In italiano è uscito nella traduzione di Enzo Giachino nel 1936, presso Frassinelli, quindi in quella di Emma Masci Kiesler nel 1967 presso le Edizioni Paoline. Una nuova traduzione di Masolino D'Amico è uscita presso Nottetempo nel 2002.
Buona parte del romanzo venne scritto nel 1883. Stevenson definì Il principe Otto come "il mio sforzo più duro": uno dei capitoli venne riscritto otto volte da Stevenson e una volta dalla moglie.

## Trama
Otto è il principe regnante dell'immaginario principato germanico alpino di Grunewald. Indolente e del tutto privo di talento politico, si ritrova in realtà ad essere un principe fantoccio che ha delegato tutto il proprio potere alla moglie Amélie-Séraphine, influenzata a sua volta dal primo ministro, il barone Gondremark. Otto rimane isolato nelle sue futili occupazioni, accompagnato solamente dal suo amico e cugino lo studioso Gotthold, continuando a rifiutarsi categoricamente d'immergersi negli affari inerenti al governo dello stato.
Uno scienziato inglese, Sir John Crabtree, scrivendo un libro riguardante tutte le corti europee è stato arrestato a causa del capitolo che su Grunewald, sottolineando la negativa relazione tra Otto e la moglie: ma dopo che il principe l'ha incontrato in carcere ne viene immediatamente ordinato il rilascio.
Gondremark nel frattempo trascina il paese in una guerra d'invasione contro il suo piccolo vicino, il ducato di Gerolstein; Otto, indignato, decide d'intervenire, scioglie il governo e minaccia di far allontanare la moglie. Gondremark riesce a convincere rapidamente la principessa di spodestare Otto e dichiarare la guerra; il principe, infastidito ma incapace di superare la propria innata debolezza, accetta l'ordine di confino firmato dalla moglie.
In seguito giunge anche la contessa di Rosen, un'avventuriera nonché amante di Gondremark, ma non insensibile alla situazione in cui s'è venuto a trovare Otto; ella cerca soprattutto d'escludere la principessa dalle grazie del primo ministro. Venuta a conoscenza che l'uomo intende solamente sfruttarla a proprio vantaggio, la principessa lo ferisce con un pugnale.
Fortemente insoddisfatto dal comportamento dei propri governanti, il popolo avvia una rivoluzione; la principessa fugge da sola nella foresta e si rende conto finalmente, durante la notte d'angoscia trascorsa, di tutto l'amore che prova nei confronti di Otto. Viene portata in salvo la mattina seguente da Sir John.
Otto viene imprigionato nella fortezza di Felsenburg ma viene presto liberato da Rosen. A Grunewald è intanto stata dichiarata la repubblica, Otto e la principessa finiscono i loro giorni scrivendo brutte poesie mentre Rosen riesce a sposare Gondremark.